# Santa Julia, Veracruz
Santa Julia är en ort i Mexiko.   Den ligger i kommunen Tlacotalpan och delstaten Veracruz, i den sydöstra delen av landet, 400 km öster om huvudstaden Mexico City. Santa Julia ligger 4 meter över havet och antalet invånare är 105.
Terrängen runt Santa Julia är mycket platt. Runt Santa Julia är det ganska tätbefolkat, med 58 invånare per kvadratkilometer. Närmaste större samhälle är Saltabarranca, 20,0 km norr om Santa Julia. Trakten runt Santa Julia består till största delen av jordbruksmark.